# Mirabilandia
Koordinaten: 44° 20′ 16″ N, 12° 15′ 48″ O
Mirabilandia ist ein Themenresort bei Ravenna in Italien, das aus dem Freizeitpark Mirabilandia Park und dem Wasserpark Mirabilandia Beach besteht. Mit knapp 1,4 Millionen Besuchern pro Jahr ist es nach dem Gardaland das zweitbesucherstärkste Resort in Italien. Das Resort belegt eine Fläche von rund 75 ha, wovon rund 30 auf den Freizeitpark und 10 auf den Wasserpark entfallen.

## Geschichte
Der Park eröffnete am 8. Juli 1992 als Projekt einer Investorengruppe mit den Hauptattraktionen Rio Bravo und der Holzachterbahn Sierra Tonante. Nach einigen Problemen wurde Mirabilandia im November 1996 von der Familie Löffelhardt, die auch das deutsche Phantasialand besitzt, und Giancarlo Casoli, einem Eigentümer des Fahrgeschäft-Herstellers S.D.C., übernommen. In den folgenden Jahren wurde das Resort ausgebaut und unter anderem die bekannte Achterbahn Katun gebaut.
Im Jahr 2006 kaufte die spanische Freizeit-Kette Parques Reunidos Mirabilandia für rund 100 Millionen Euro.
2002 wurde das ehemalige „Playcenter Pernambuco“ im brasilianischen Olinda ebenfalls von einem der Besitzer des italienischen Parks übernommen, in „Mirabilândia“ umbenannt und bis heute mit gleichen Logos und Maskottchen betrieben.

## Hauptattraktionen

### Achterbahnen

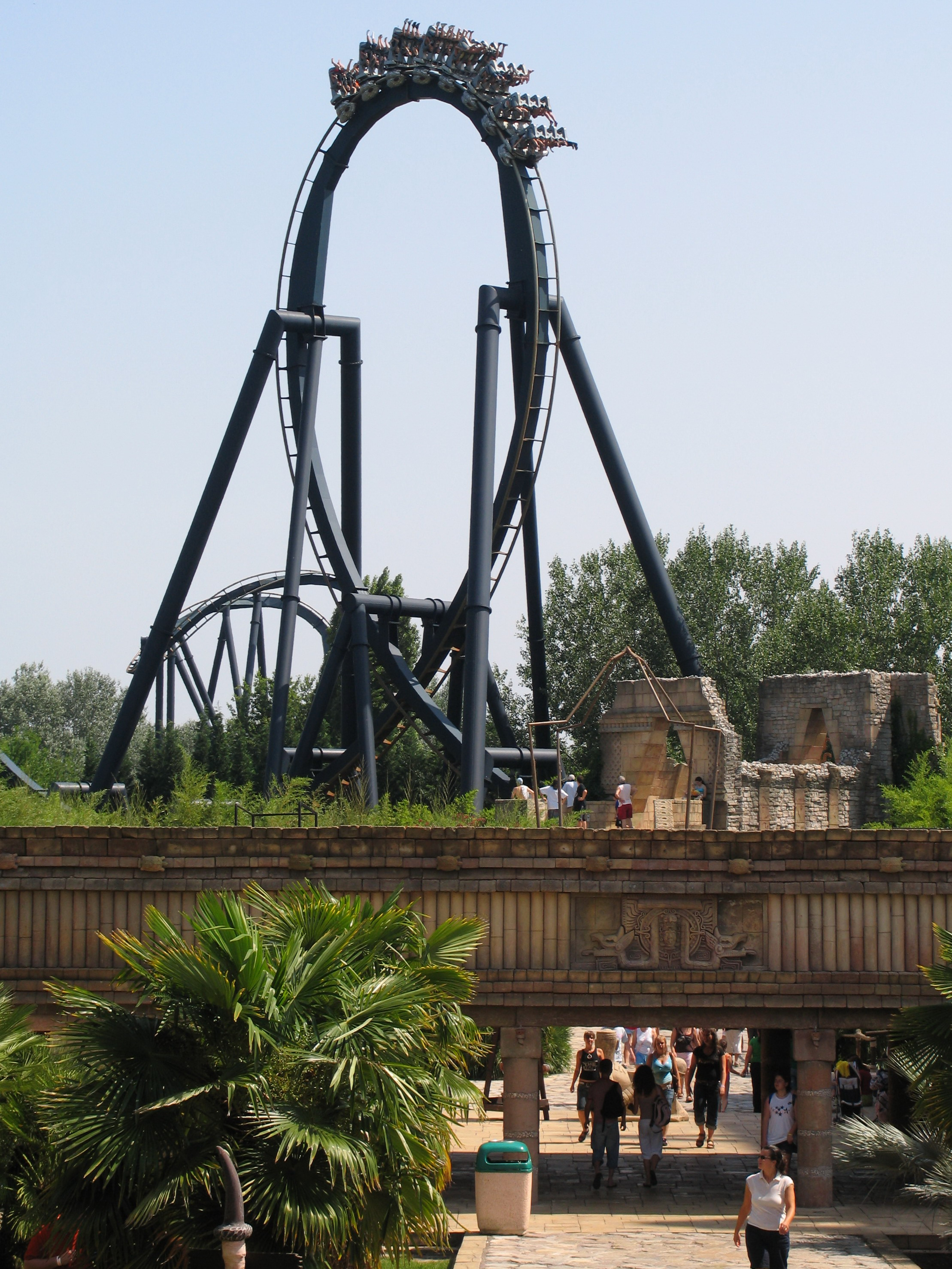
Looping des Katun

| Name                 | Typ                            | Hersteller           | Erstöffnung | Weblinks | Anmerkung                  |
| -------------------- | ------------------------------ | -------------------- | ----------- | -------- | -------------------------- |
| Desmo Race           | Powered Coaster, Spike Coaster | Maurer Rides         | 2019        |          |                            |
| Divertical           | Wasserachterbahn               | Intamin              | 2012        |          |                            |
| Gold Digger          | Wilde Maus                     | L&T Systems          | 1998        |          |                            |
| iSpeed               | Launched Coaster               | Intamin              | 2009        |          |                            |
| Katun                | Inverted Coaster               | Bolliger & Mabillard | 2000        |          |                            |
| Paw Patrol to Rescue | Familienachterbahn             | L&T Systems          | 2005        |          | 2005–2024 Leprotto Express |
| Master Thai          | Möbius-Achterbahn              | Preston & Barbieri   | 2011        |          |                            |
| Rexplorer            | Powered Coaster                | Mack Rides           | 1992        |          |                            |
| Cowabunga Carts      | Force 190                      | Zierer Rides         | 2025        |          |                            |

#### Ehemalige Achterbahnen
| Name             | Typ                           | Hersteller   | Eröffnung | Schließung | Weblinks |
| ---------------- | ----------------------------- | ------------ | --------- | ---------- | -------- |
| Family Adventure | Familienachterbahn            | Vekoma       | 2001      | 2011       |          |
| Il Bruco Magico  | Kinderachterbahn              | unbekannt    | 1998      | 2000       |          |
| Katapult         | Stahlachterbahn mit Inversion | Schwarzkopf  | 2006      | 2006       |          |
| Sierra Tonante   | Holzachterbahn                | William Cobb | 1992      | 2007       |          |

### Wasserfahrten
| Name            | Typ                    | Hersteller        | Erstöffnung |
| --------------- | ---------------------- | ----------------- | ----------- |
| Autosplash      | Wildwasserbahn         | Intamin           | 1992        |
| Niagara         | Stromschnellenfluss    | Hopkins Rides Inc | 1999        |
| Rio Bravo       | River Rafting          | Intamin           | 1992        |
| Raratonga       | Interaktive Bootsfahrt | 3DBA              | 2007        |
| Rubble's Rapide | Kinder-Wildwasserbahn  | Zamperla          | 2025        |

### Themenfahrten
| Name                   | Typ         | Hersteller | Erstöffnung             |
| ---------------------- | ----------- | ---------- | ----------------------- |
| GhostVille             | Themenfahrt | /          | 2006 (geschlossen 2011) |
| Reset                  | Themenfahrt | Mack Rides | 2008                    |
| Dora's Train Adventure | Kinderzug   | Zamperla   | 2025                    |

### Sonstiges
| Name                   | Typ            | Hersteller | Erstöffnung |
| ---------------------- | -------------- | ---------- | ----------- |
| Adventure Bay Carousel | Karussell      | Zamperla   | 2025        |
| Boots' Ballons         | Samba Ballon   | Zamperla   | 2025        |
| Buffalo Bill Rodeo     | Disk’O Coaster | Zamperla   | 2016        |
| Eurowheel              | Riesenrad      | /          | 1999        |
| Hurricane              | Themenfahrt    | Far Fabbri | /           |
| London Bus             | Crazy Bus      | Zamperla   | 1992        |